# N'Gaous
N'Gaous (em árabe: نقاوس) é uma cidade localizada na província de Batna, no noroeste da Argélia. Sua população era de 29 504 habitantes, em 2008.